# Harry Hooper (football)
Pour les articles homonymes, voir Harry Hooper et Hooper.
Harry Hooper, né le 14 juin 1933 à Pittington (Angleterre) et mort le 26 août 2020,, est un footballeur anglais, qui évoluait au poste de Ailier à West Ham United et en équipe d'Angleterre B.
Hooper a marqué deux buts lors de ses six sélections avec l'équipe d'Angleterre B entre 1954 et 1957.

## Carrière de joueur
- 1950-1956 : West Ham United
- 1956-1957 : Wolverhampton Wanderers
- 1957-1960 : Birmingham City
- 1960-1963 : Sunderland AFC

## Palmarès

### En équipe nationale
- 6 sélections et 2 buts avec l'équipe d'Angleterre B entre 1954 et 1957.

### Avec Birmingham City
- Finaliste de la Coupe des villes de foires en 1960.